# Dekanat komornicki
Dekanat komornicki – jeden z 43 dekanatów archidiecezji poznańskiej, składa się z dziesięciu parafii:
- Parafia bł. Jerzego Popiełuszki w Plewiskach (Plewiska),
- Parafia św. Jana XXIII w Komornikach (Komorniki),
- Parafia św. Marcina w Konarzewie (Konarzewo),
- Parafia św. Faustyny w Plewiskach (Plewiska),
- Parafia św. Marcina i św. Wincentego Męczennika w Skórzewie, (Skórzewo),
- Parafia bł. Stefana Wyszyńskiego w Skórzewie, (Skórzewo)
- Parafia Najświętszej Maryi Panny Królowej Korony Polskiej w Zakrzewie (Zakrzewo),
- Parafia św. Andrzeja Apostoła w Komornikach (Komorniki),
- Parafia Nawiedzenia Najświętszej Maryi Panny w Dopiewie (Dopiewo),
- Parafia św. Urszuli Ledóchowskiej w Dąbrówce, (Dąbrówka).

Został utworzony w 2018 r. z parafii przynależących wcześniej do dekanatów przeźmierowskiego, lubońskiego, stęszewskiego i bukowskiego. Zgodnie ze stanem na listopad 2023 dziekanem dekanatu jest ks. Karol Górawski, proboszcz parafii św. Urszuli Ledóchowskiej w Dąbrówce